# Саят-Нова (село)
Саят-Нова (вірм. Սայաթ-Նովա) — село в марзі Арарат, у центрі Вірменії. Село розташоване за 4 км на захід від міста Масіс, за 2 км на південний схід від села Дзорак та за 2 км на південь від села Нізамі. Село отримало свою назву на честь відомого вірменського поета, музиканта, ашуга, майстра любовної лірики — Саят-Нови.